# Melisa Filis
Melisa Katie Filis (30 luglio 2002) è una calciatrice inglese naturalizzata irlandese, centrocampista del Sassuolo e della nazionale irlandese.

## Carriera

### Club
Filis inizia la carriera con l'Arsenal Academy, la sezione che cura le selezioni giovanili dei Gunners, giocando con le squadre delle sue varie selezioni fino alla under 21, conquistando con quest'ultima nel 2019 la FA WSL Academy Cup superando nettamente in finale le pari età del Manchester United.
Nel frattempo dall'inizio della stagione 2018-2019 era già stata aggregata alla prima squadra, con la quale, a disposizione di Joe Montemurro, fa il suo debutto il 5 dicembre 2018, nella 3ª giornata della fase a gironi di FA Women's League Cup, rilevando Bethany Mead all'82' della vittoria per 5-0 sul Charlton Athletic. In quella stessa stagione il 27 gennaio 2019 debutta anche in FA Women's Super League, alla 15ª giornata di campionato, entrando sul terreno dell'Adams Park al 93' fornendo dopo pochi secondi l'assist con il quale Katie McCabe sigla la rete che fissa il risultato sul 3-0 sul Charlton Athletic. Montemurro tuttavia le lascia poco spazio e tra questa e la successiva stagione con le Gunners Filis riesce a marcare ben poche presenze, realizzando 3 reti, tutte nello stesso incontro, durante la netta vittoria per 9-0 sul London Bees nella fase a gironi di FA Women's League Cup 2019-2020. Ciò nonostante nel maggio 2019 festeggia con le compagne il suo primo titolo, e il terzo per il club, di campionessa d'Inghilterra.
Il 4 settembre 2020 viene annunciato il suo trasferimento al London Bees per quello che sarà l'unica stagione con il club londinese. Nella squadra, affidata inizialmente alla guida di  Lee Burch per il campionato cadetto di FA Women's Championship 2020-2021, Filis trova continuità, venendo impiegata in tutti i 20 incontri di campionato anche quando, a causa degli scarsi risultati, il tecnico viene rilevato ad interim da Sian Osmond. Ciò nonostante la stagione si rivela fallimentare, con le api mai in grado di staccarsi dal fondo classifica venendo retrocesse a fine stagione in Southern Premier Division.
Scaduti i termini contrattuali, durante la successiva sessione estiva di calciomercato si trasferisce al West Ham tornando quindi a un club iscritto alla FA Women's Super League, club alla quale resterà legata, pur se ceduta in prestito nell'ultima, per le successive due stagioni e mezza. Per la stagione d'esordio con le Hammers il tecnico Olli Harder decide di darle fiducia fin dalla 1ª giornata di campionato, scendendo in campo da titolare nella sconfitta esterna per 2-0 con il Brighton & Hove. Condivide con le compagne un buon campionato da media classifica, terminato al 6º posto, la migliore posizione conquistata dalla squadra nella massima serie inglese fino a quel momento, marcando 19 presenze alle quali si aggiungono le 2 con una rete in Women's FA Cup e le 4, sempre con un gol, in FA Women's League Cup. Con la promozione di Paul Konchesky da vice a primo allenatore della squadra nella stagione 2021-2022, lo spazio per Filis in campionato si riduce a sole 9 presenze, le stesse marcate nel campionato 2023-2024 nella stagione affidata ala guida tecnica di Rehanne Skinner.
Nel gennaio 2024, dopo aver raggiunto le 50 presenze complessive con la maglia delle Hammers prima della fine dell'anno, viene deciso di cederla in prestito al Charlton Athletic, squadra con la quale conclude la stagione siglando 3 reti su 10 presenze in Women's Championship, garantendo al club dell'omonimo quartiere londinese un ulteriore spinta verso la promozione, fallita solo per un punto a favore del Crystal Palace. Fiduciosa nelle possibilità della sua attuale squadra decide di lasciare il West Ham firmando un contratto biennale il 12 luglio 2024, tuttavia la squadra guidata da Karen Hills pur in grado di ripetere un campionato di alto livello, conclude la Women's Championship 2024-2025 con una lieve flessione chiudendo al 3º posto in classifica. Benché la fiducia a Filis non fosse stata messa in discussione, con 20 presenze in campionato su 20 incontri previsti, il 1º giugno 2025 la centrocampista annuncia la sua partenza dopo aver ottenuto una risoluzione consensuale del contratto.
Nel luglio 2025 il Sassuolo comunica di aver ingaggiato Filis per la stagione entrante per quella che sarà la prima esperienza all'estero per la calciatrice britannica.

## Statistiche

### Presenze e reti nei club
Statistiche aggiornate al 1º agosto 2025.
| Stagione                 | Squadra                  | Campionato               | Campionato | Campionato | Coppe nazionali | Coppe nazionali | Coppe nazionali | Coppe internazionali | Coppe internazionali | Coppe internazionali | Altre coppe | Altre coppe | Altre coppe | Totale | Totale |
| Stagione                 | Squadra                  | Comp                     | Pres       | Reti       | Comp            | Pres            | Reti            | Comp                 | Pres                 | Reti                 | Comp        | Pres        | Reti        | Pres   | Reti   |
| ------------------------ | ------------------------ | ------------------------ | ---------- | ---------- | --------------- | --------------- | --------------- | -------------------- | -------------------- | -------------------- | ----------- | ----------- | ----------- | ------ | ------ |
| 2018-2019                | Arsenal                  | WSL                      | 1          | 0          | CI              | 1               | 0               | -                    | -                    | -                    | WLC         | 2           | 0           | 4      | 0      |
| 2019-2020                | Arsenal                  | WSL                      | 1          | 0          | CI              | 1               | 0               | UWCL                 | -                    | -                    | WLC         | 2           | 3           | 4      | 3      |
| Totale Arsenal           | Totale Arsenal           | Totale Arsenal           | 2          | 0          | -               | 2               | 0               | -                    | -                    | -                    | -           | 4           | 3           | 8      | 3      |
| 2020-2021                | London Bees              | WC                       | 20         | 2          | CI              | 0               | 0               | -                    | -                    | -                    | WLC         | 3           | 0           | 4      | 0      |
| 2021-2022                | West Ham                 | WSL                      | 19         | 0          | CI              | 2               | 1               | -                    | -                    | -                    | WLC         | 4           | 1           | 25     | 2      |
| 2022-2023                | West Ham                 | WSL                      | 9          | 0          | CI              | 2               | 0               | -                    | -                    | -                    | WLC         | 5           | 0           | 16     | 0      |
| lug.-dic. 2023           | West Ham                 | WSL                      | 9          | 0          | CI              | -               | -               | -                    | -                    | -                    | WLC         | 2           | 0           | 11     | 0      |
| Totale West Ham          | Totale West Ham          | Totale West Ham          | 37         | 0          | -               | 4               | 1               | -                    | -                    | -                    | -           | 11          | 1           | 52     | 2      |
| gen.-giu. 2024           | Charlton Athletic        | WC                       | 10         | 3          | CI              | 2               | 0               | -                    | -                    | -                    | WLC         | -           | -           | 12     | 3      |
| 2024-2025                | Charlton Athletic        | WC                       | 20         | 1          | CI              | 1               | 0               | -                    | -                    | -                    | WLC         | 2           | 0           | 23     | 1      |
| Totale Charlton Athletic | Totale Charlton Athletic | Totale Charlton Athletic | 30         | 4          | -               | 3               | 0               | -                    | -                    | -                    | -           | 2           | 0           | 35     | 4      |
| 2025-2026                | Sassuolo                 | A                        | -          | -          | CI              | -               | -               | -                    | -                    | -                    | AWC         | -           | -           | -      | -      |
| Totale carriera          | Totale carriera          | Totale carriera          | 89         | 6          | -               | 9               | 1               | -                    | -                    | -                    | -           | 20          | 4           | 118    | 11     |

## Palmarès

### Club
- Campionato inglese: 1

Arsenal: 2018-2019